# Comté de Humboldt (Californie)
Pour les articles homonymes, voir Comté de Humboldt.
Le comté de Humboldt est un comté de l'État de Californie, aux États-Unis. Son siège est Eureka et sa population est de 136 463 habitants lors du recensement de 2020, comparativement à 126 518 habitants lors du recensement de 2000.
Comté fortement arboré, il contribue à hauteur de 20 % à la production forestière californienne. De 1997 à 1999, près du fleuve Eel, un tree sitting a d'ailleurs eu lieu dans un sequoia sempervirens pour protéger une partie de la forêt d'une coupe à blanc.
En plus d'une partie des parcs nationaux et d'État de Redwood, le comté abrite des zones de forêts protégées appartenant à la Réserve forestière de Headwaters, la forêt nationale de Six Rivers, ou encore la Trinity National Forest (en).
Il fait partie du Emerald Triangle, ou Triangle d'émeraude, la principale région productrice de marijuana aux États-Unis.

## Histoire
Les premiers habitants appartenaient à diverses tribus amérindiennes : Wiyot, Yurok, Karut, Chilula, Mattole et Nongatl. Le comté lui-même fut créé en 1853 par découpage du comté de Trinity. L'armée américaine implanta en 1861, le Fort Seward.

## Villes
- Alderpoint
- Arcata
- Bayview
- Blue Lake
- Briceland
- Cutten
- Carlotta
- Eureka
- Ferndale
- Fortuna
- Garberville
- Harris
- Humboldt Hill
- Hydesville
- Loleta
- McKinleyville
- Miranda
- Myrtletown
- Myers Flat
- Phillipsville
- Pine Hills
- Redway
- Rio Dell
- Shelter Cove
- Trinidad
- Sunset Valley
- Westhaven-Moonstone
- Weott
- Whitethorn
- Willow Creek

## Démographie
| 1860  | 1870  | 1880   | 1890   | 1900   | 1910   |
| ----- | ----- | ------ | ------ | ------ | ------ |
| 2 694 | 6 140 | 15 512 | 23 469 | 27 104 | 33 857 |

| 1920   | 1930   | 1940   | 1950   | 1960    | 1970   |
| ------ | ------ | ------ | ------ | ------- | ------ |
| 37 413 | 43 233 | 45 812 | 69 241 | 104 892 | 99 692 |

| 1980    | 1990    | 2000    | 2010    | 2020    | - |
| ------- | ------- | ------- | ------- | ------- | - |
| 108 514 | 119 118 | 126 518 | 134 623 | 136 463 | - |

## Photos

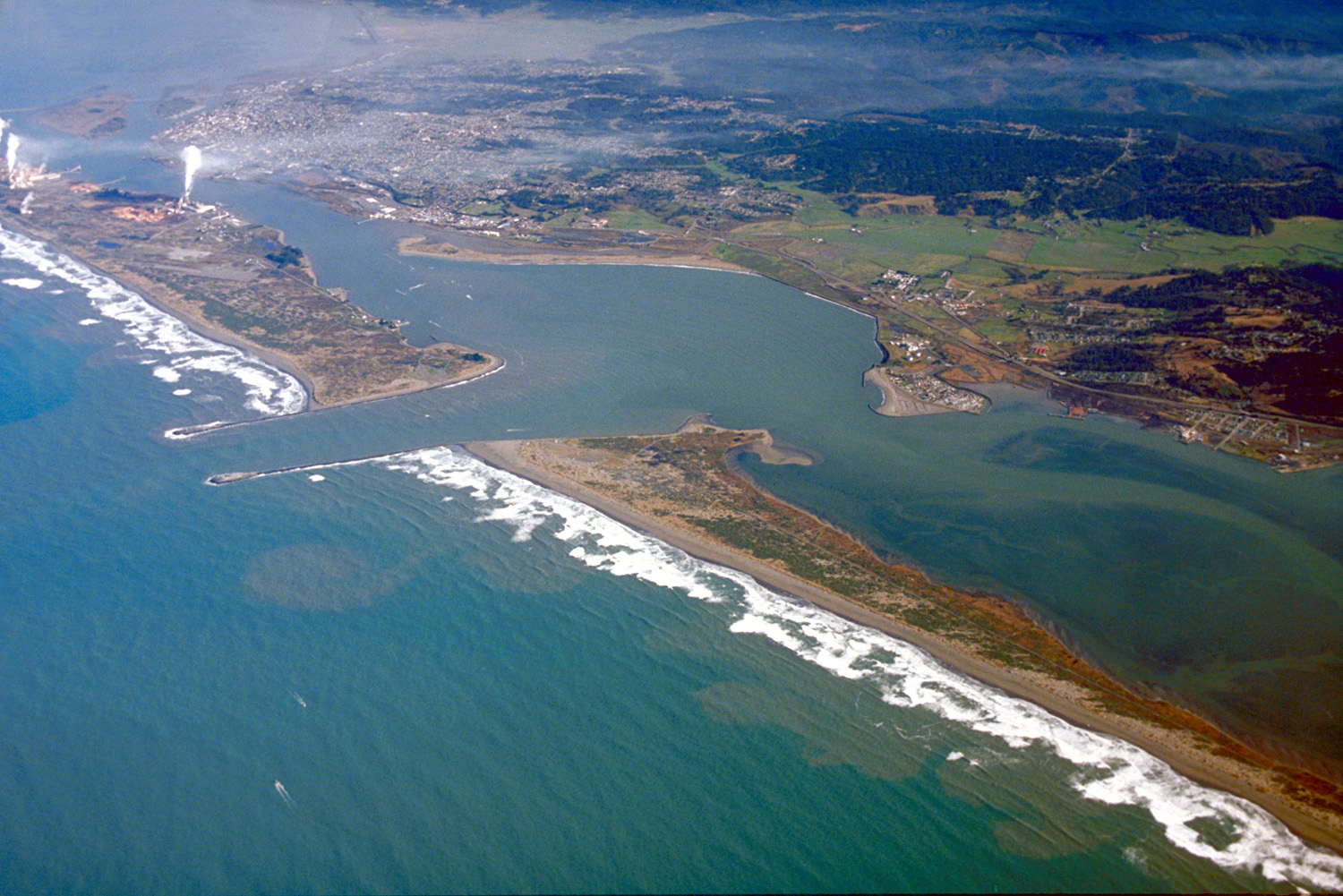
Vue aérienne de Humboldt Bay et de Eureka.
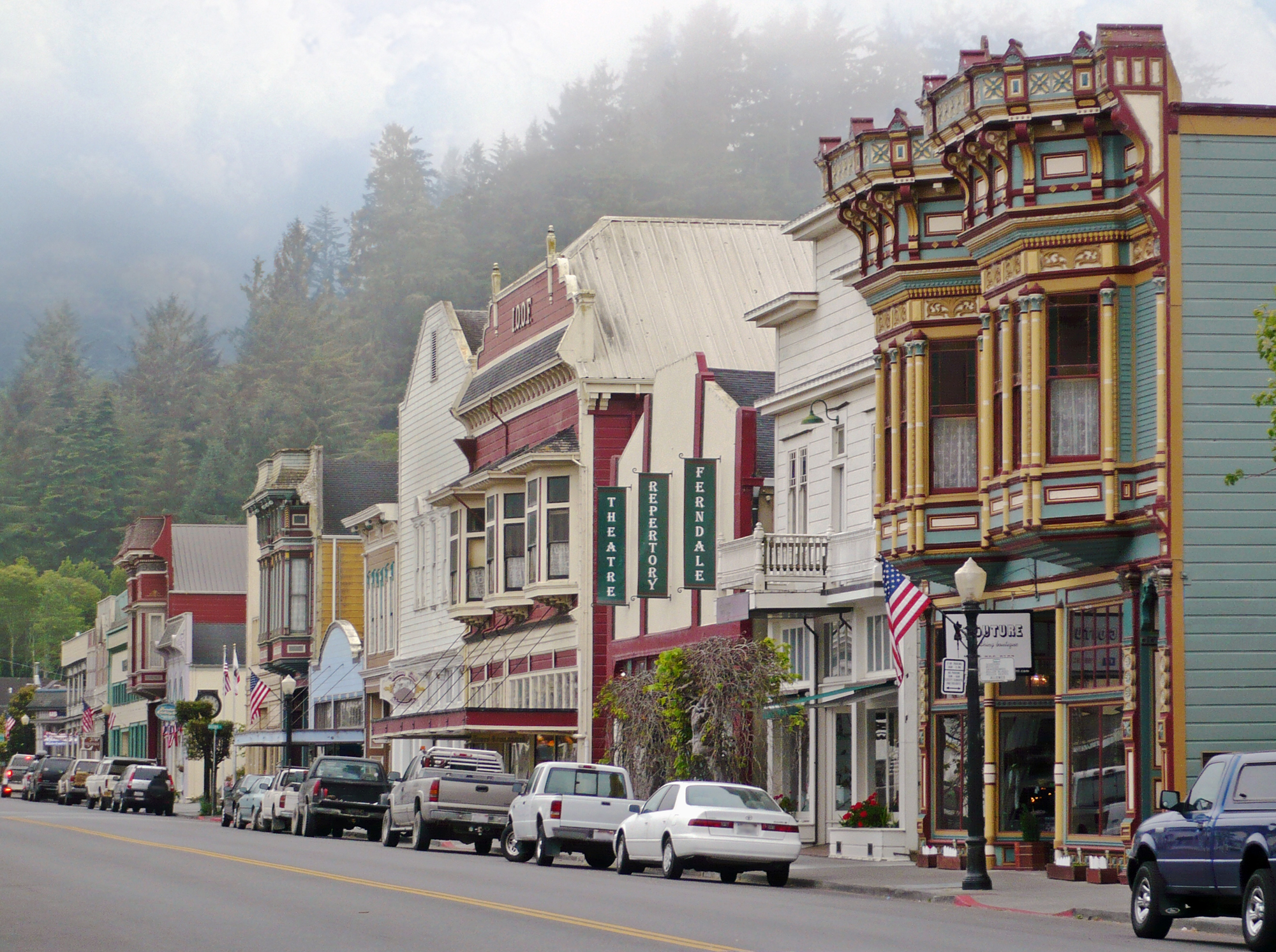
Rue principale de Ferndale.
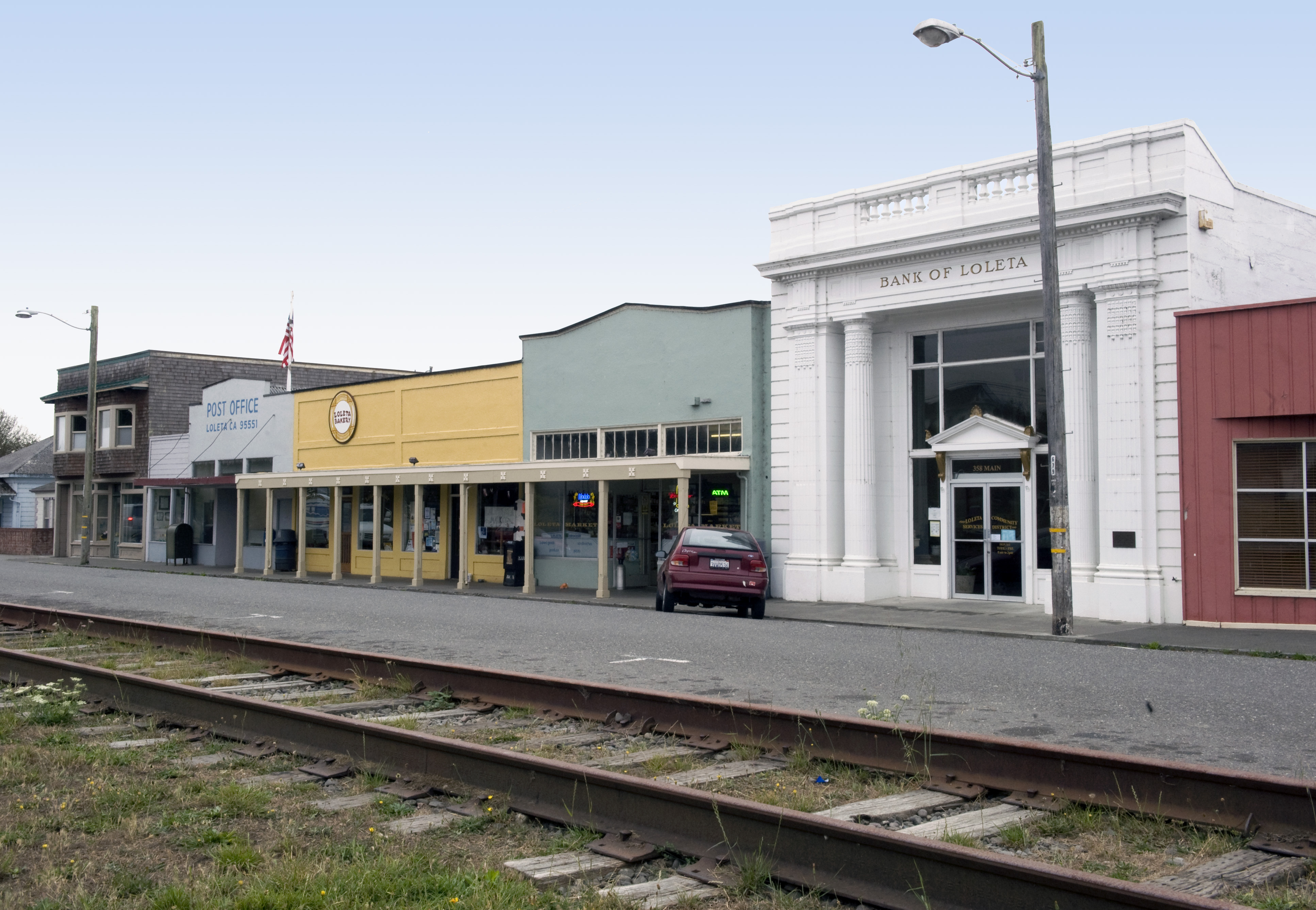
Banque de Loleta, inscrite au Registre national des lieux historiques en 1985.
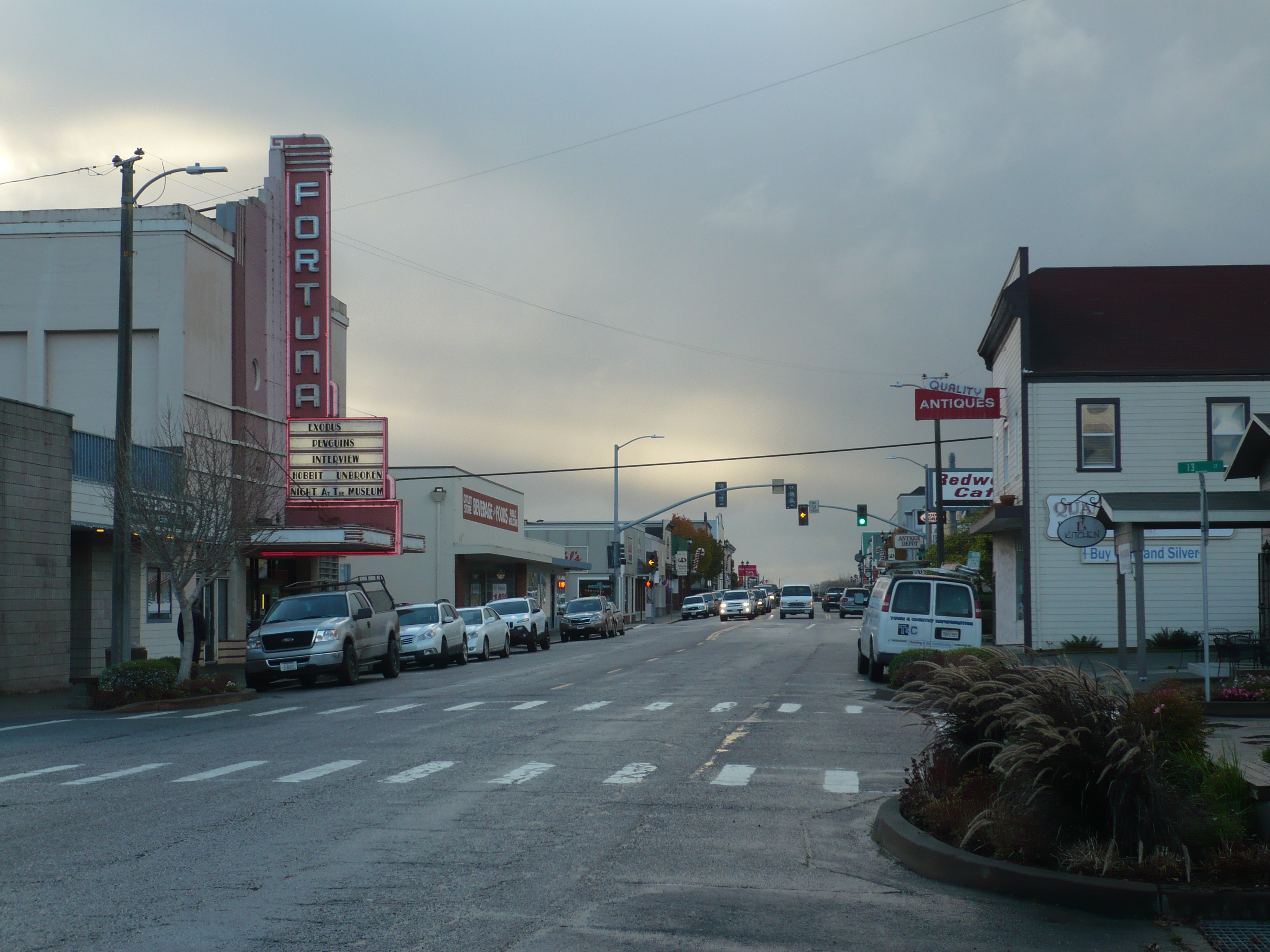
Fortuna : le théâtre et la rue principale.
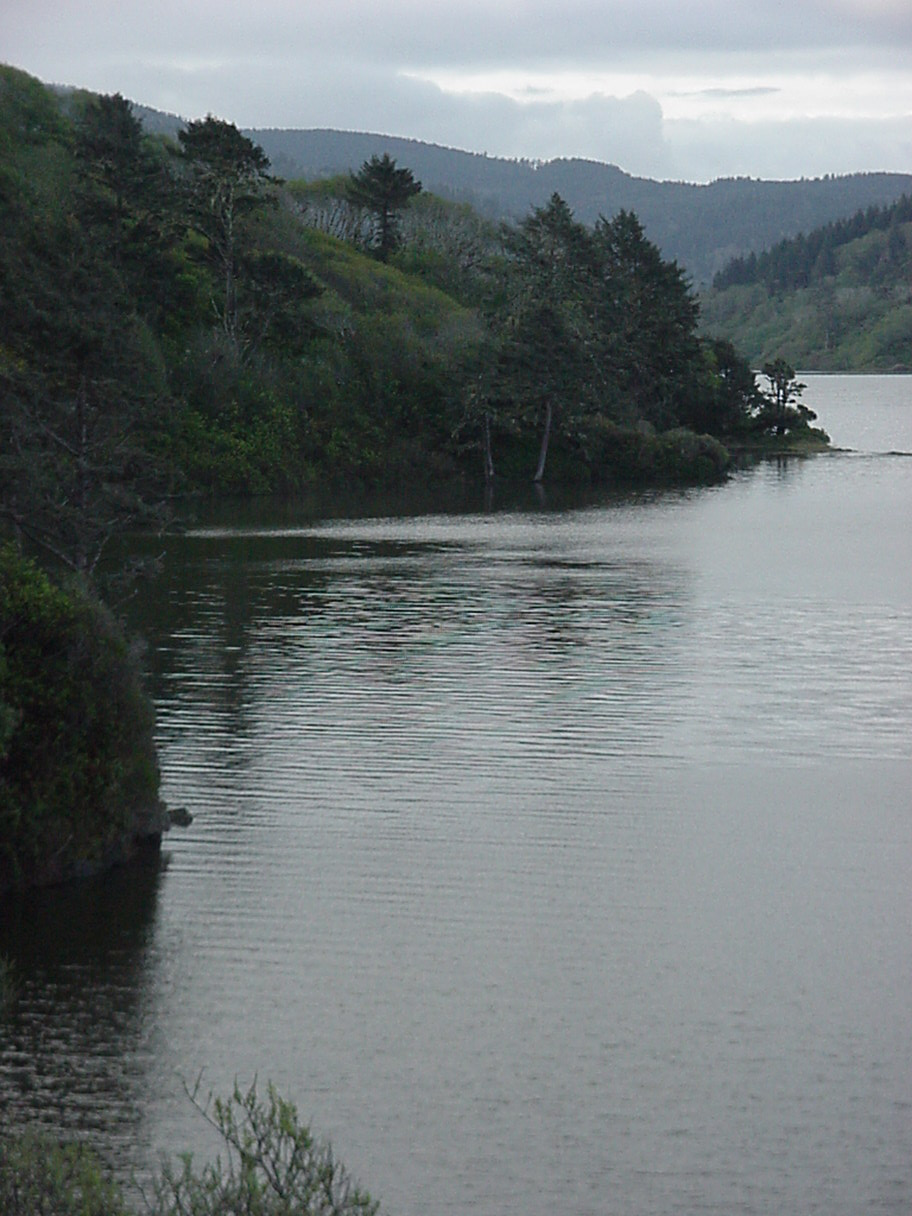
Stone Lagoon.
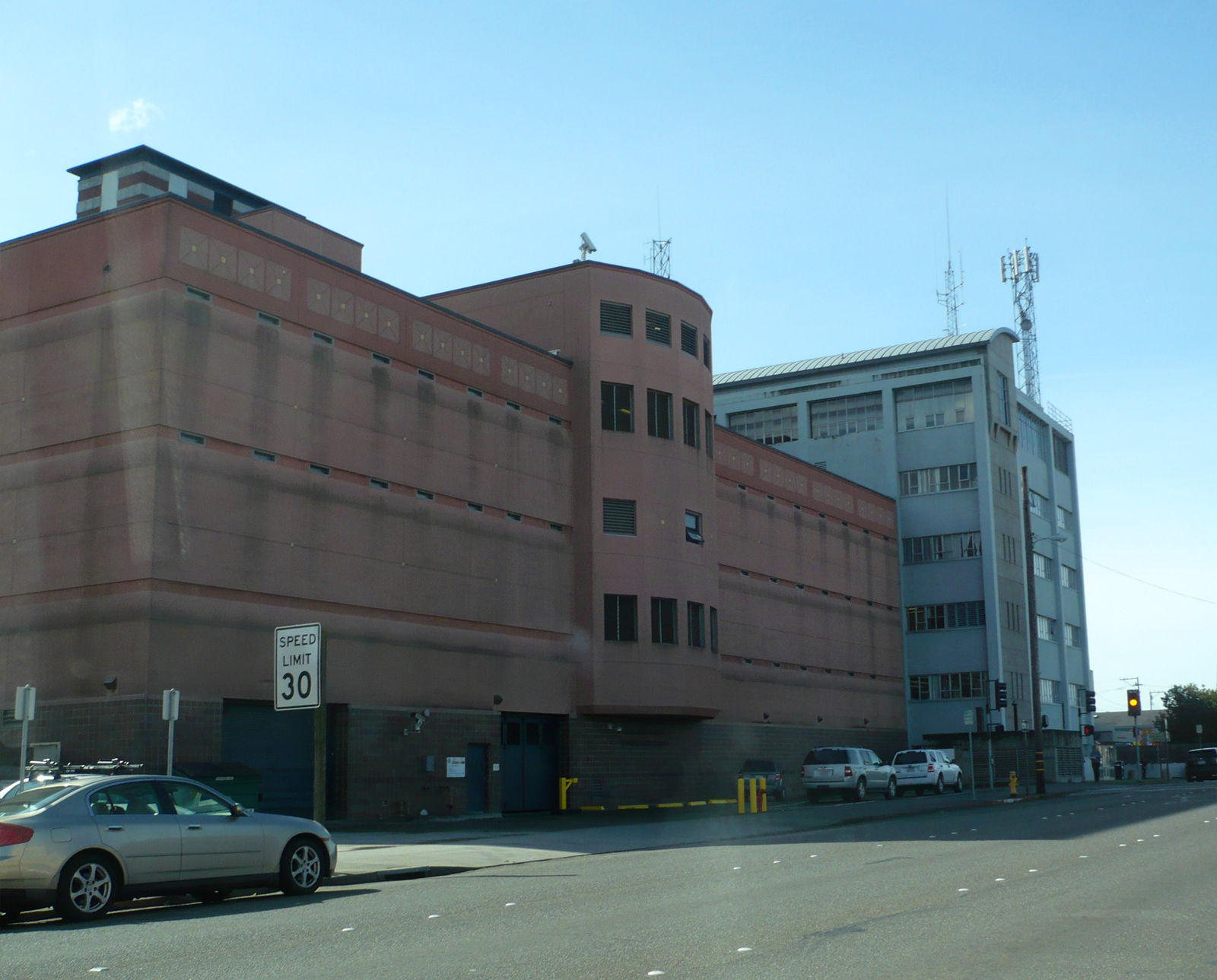
La prison du comté à Eureka.
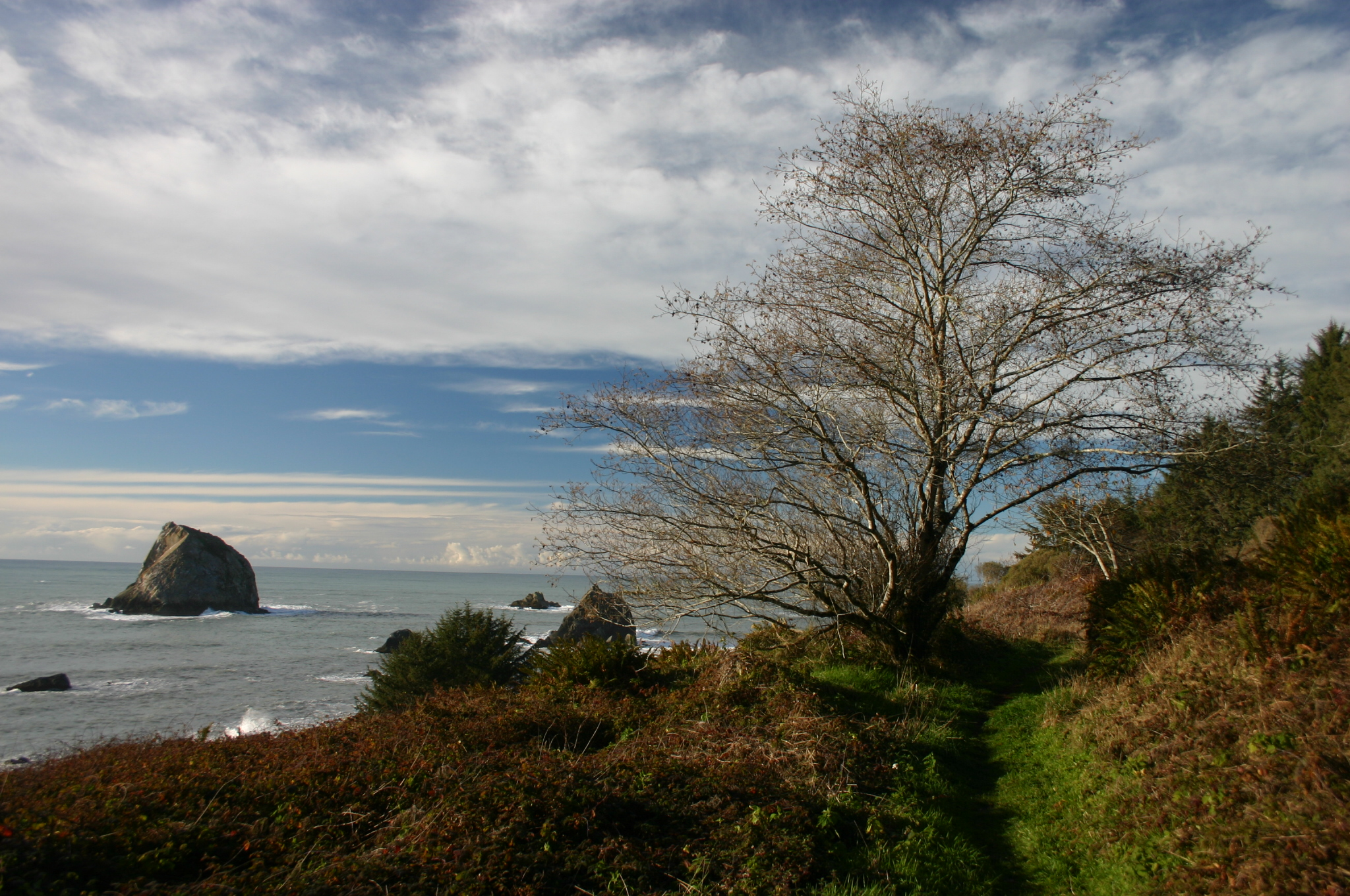
Le long du Coastal Trail, dans le parc national de Redwood.